# 李林 (生物化学家)
李林（1961年5月—），生于江苏南京，原籍山东荣成，中国生物化学家。
1983年毕业于南京大学生物系，1989年于中国科学院上海生物化学研究所获博士学位。中国科学院上海生命科学研究院生物化学与细胞生物学研究所研究员，2004年至2009年任所长。2008年，当选第十一届全国政协委员（界别：科技）。2011年当选为中国科学院院士。2018年2月24日，当选为第十三届全国人大代表。2021年1月，当选欧美同学会（中国留学人员联谊会）副会长。